# Mohammad Yousuf (Diplomat)
Mohammad Yousuf (* 1908 im Punjab; † 25. Januar 1981 in Rawalpindi) war ein paschtunischer Diplomat aus Pakistan. 

## Leben
Mohammad Yousuf war von 1960 bis 1963 Hochkommissar in London, war bei der Regierung in Dublin als Botschafter akkreditiert und hatte den militärischen Rang eines Generalleutnants.
Von 1972 bis 1977 war er Botschafter in Bern.

## Familie
Mohammad Yusuf war mit Begum Zubeida verheiratet; ihr Sohn, General Mohammad Yousaf (* 1937), koordinierte für den Inter-Services Intelligence von 1983 bis 1987 den Dschihad gegen die Rote Armee in Afghanistan und war bis 2002 Nachrichten-Generalsekretär der Millat Party.